# Orfeo Mandozzi
Orfeo Mandozzi (* 1968 in Locarno) ist ein Schweizer Violoncellist.

## Leben
Mandozzi ist der Sohn eines Dirigenten und Filmkomponisten. Er studierte Cello, Komposition und Dirigieren, zu seinen Ausbildungsstätten gehören das Pariser Konservatorium, das Conservatorio Giuseppe Verdi in Mailand, die Juilliard School in New York und die Universität für Musik und darstellende Kunst Wien.
Er wurde 1993 Mitglied des Niederösterreichischen Tonkünstlerorchesters (dem er bis 2007 angehörte), später des Wiener Brahms-Trios und des Wiener Streichtrios. Darüber hinaus spielte er in verschiedenen anderen Konstellationen mit Musikern wie Julian Rachlin, Boris Kuschnir, Juri Abramowitsch Baschmet und Stefan Vladar. Im Originalklang!Orchester, das sich auf die historisch orientierte Interpretationspraxis auf Originalinstrumenten spezialisiert hat, gehört er zu den Solisten.
Mandozzi hat Konzerte in Europa, Nordamerika, Asien und Südamerika gespielt, darunter im Wiener Konzerthaus, der Kölner Philharmonie, der Alten Oper Frankfurt, der Wigmore Hall London, dem Teatro Colon Buenos Aires und der Carnegie Hall New York. Zudem gastierte er bei Festivals wie den Salzburger Festspielen, dem Schubert Festival, den Wiener Festwochen, dem Prager Frühling, den Bregenzer Festspielen und dem Kammermusikfest Lockenhaus. Er arbeitete mit den Cellisten   Mstislaw Leopoldowitsch Rostropowitsch, Yo-Yo Ma, Harvey Shapiro, Paul Tortelier und Maurice Gendron.
An der Zürcher Hochschule der Künste lehrt er Violoncello (Hauptfach) im Profil Klassik. Er spielt ein Cello von Francesco Ruggeri aus dem Jahr 1675 und eines von Gianbattista „Giovanni“ Grancino aus dem Jahr 1720. In seiner Vita als Professor finden sich auch die Hochschule für Musik Würzburg und Meisterkurse wie in San Marino. Zudem ist er in Zürich Künstlerischer Leiter von Yehudi Menuhin Live Music Now.
Im Jahr 2013 war er Jurymitglied im Fach Violoncello beim Felix-Mendelssohn-Bartholdy-Preis, den die Stiftung Preußischer Kulturbesitz in Zusammenarbeit mit der Rektorenkonferenz der deutschen Musikhochschulen (RKM) und der Universität der Künste Berlin (UDK Berlin) vergibt. Im Januar 2017 war er Mitwirkender beim Gedenkkonzert für Gerhard Wimberger in Kooperation mit den Salzburger Festspielen.
Als Komponist, Arrangeur und Herausgeber hat er mit rund 300 Beiträgen zum International Music Score Library Project, einer virtuellen Online-Bibliothek für gemeinfreie Musiknoten, beigetragen.

## Rezeption
Mit seiner „faszinierenden Musikerpersönlichkeit und der betörenden Schönheit seines Tones“ habe Mandozzi sein Publikum in seinen Bann gezogen, zitieren verschiedene Medien die Frankfurter Allgemeine Zeitung.
In einer Rezension zum 2007 bei Carus veröffentlichten Werk Josef Gabriel Rheinberger: Kammermusik mit Orgel schrieb Christof Jetzschke für Klassik Heute: „Rundum überzeugend auch das leidenschaftliche Spiel des Cellisten Orfeo Mandozzi, der mit voluminösem Ton und ausgefeilter Dynamik den Gefühlsüberschwang der Drei Charakterstücke aus op. 150 nie in süßliche Sentimentalität abgleiten lässt.“
Als Mandozzi gemeinsam mit Bernd Glemser auf Einladung der Internationalen Josef Gabriel Rheinberger Gesellschaft in Liechtenstein spielt, urteilte das Vaterland im Nachgang: „Egal ob gezupft oder gestrichen, die Virtuosität der beiden Profimusiker war unvergleichlich. […] Leidenschaftlich erklangen die Kompositionen von pianissimo bis fortissimo, die Tempi atemberaubend, schwindelerregend.“

## Veröffentlichungen (Auswahl)
- 2002: Live Recital (ArteViva)
- 2007: Josef Gabriel Rheinberger: Kammermusik mit Orgel (Carus)
- 2010: Georg Goltermann, Wilhelm Jeral: Cello Concertos; Hugo Wolf: Corregidor Suite CD (mit dem Extremadura Symphony Orchestra, XXI-21 Productions)